# Sinh vật hoang dã ở Bhutan

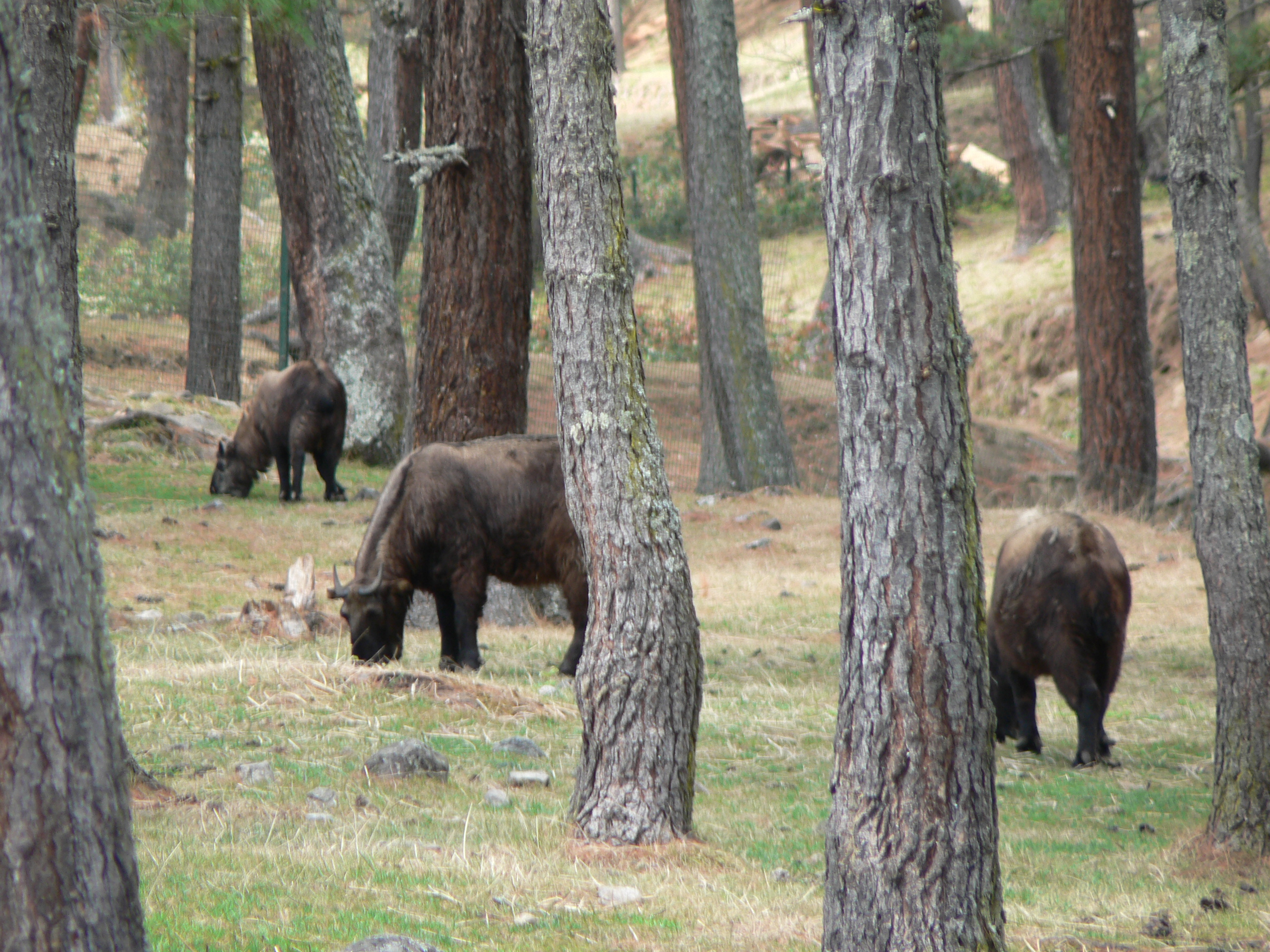
Trâu rừng Tây Tạng là động vật quốc gia của Bhutan.

Sinh vật hoang dã ở Bhutan bao gồm hệ thực vật và động vật ở nước này và môi trường sống tự nhiên của chúng.
Vương quốc Bhutan là một quốc gia nhỏ, không có bờ biển nép mình trong những dốc phía nam của dãy Himalaya phía đông. Phía bắc giáp khu tự trị Tây Tạng của Trung Quốc và phía tây, nam và đông là các bang Sikkim, Bengal, Assam và Arunachal Pradesh của Ấn Độ.
Địa hình là một trong những vùng đất gồ ghề nhất trên thế giới, đặc trưng bởi nhiều biến thể về độ cao. Trong 150 dặm giữa biên giới phía nam và phía bắc, độ cao của Bhutan tăng từ 150 đến hơn 7.500 mét. Sự đa dạng về địa lý tuyệt vời này kết hợp với các điều kiện khí hậu đa dạng cũng góp phần làm nổi bật phạm vi đa dạng sinh học và hệ sinh thái của Bhutan.
Hổ, Tê giác Ấn Độ, Voọc vàng, Báo gấm, thỏ Caprolagus hispidus và Gấu lợn sống trong đồng bằng nhiệt đới sum sê và rừng cây nhiệt đới ở Phía nam. Ở vùng ôn đới, Voọc xám, hổ, báo hoa mai, Naemorhedus và Capricornis được tìm thấy trong rừng lá kim hỗn hợp, lá rộng và thông. Cây ăn trái và cây tre cung cấp môi trường sống cho gấu đen Himalaya, gấu trúc đỏ, sóc, Nai, heo rừng và Mang. Môi trường sống ở dãy núi cao của dãy Himalaya ở phía bắc là nơi trú ngụ của báo tuyết, Cừu Bharal, Marmota, sói Tây Tạng, linh dương và hươu xạ bụng trắng.
Thực vật và chim có nhiều với hơn 770 loài chim và 5.400 loài thực vật được biết đến trong khắp vương quốc.

## Ý nghĩa bảo tồn
Các dãy núi phía đông Himalayas đã được xác định là vùng đặc biệt đa dạng sinh học toàn cầu và được xếp vào trong 234 vùng sinh thái nổi bật trên thế giới trong một phân tích toàn diện về đa dạng sinh học toàn cầu do WWF thực hiện trong giai đoạn 2009-2021. Bhutan được xem như là một mô hình cho các sáng kiến bảo tồn tiên phong. Vương quốc Anh đã nhận được sự hoan nghênh quốc tế về cam kết duy trì đa dạng sinh học của nó. Điều này được phản ánh trong quyết định duy trì ít nhất 12 vùng đất với rừng che phủ, chỉ định hơn một phần tư lãnh thổ của nó là các vườn quốc gia, khu bảo tồn và các khu được bảo vệ khác, và gần đây nhất là xác định thêm 9 phần trăm diện tích đất như hành lang đa dạng sinh học nối liền các khu vực được bảo vệ.
Bảo tồn môi trường đã được đặt vào cốt lõi của chiến lược phát triển của quốc gia, con đường trung đạo. Nó không phải là một lĩnh vực mà là một tập hợp các mối quan tâm phải được lồng ghép vào cách tiếp cận tổng thể của Bhutan đối với quy hoạch phát triển và bị bó buộc bởi quyền lực của luật pháp.